# Aries Susanti Rahayu
Pas d'image ? Cliquez ici
Aries Susanti Rahayu (née le 21 mars 1995) est une sportive indonésienne spécialisée dans l'escalade sportive. 
Elle a battu le record mondial d'escalade de vitesse en 6,995 secondes lors de l'IFSC Xiamen World Cup. Elle est ainsi devenue la première femme à établir un chronomètre sous la barre des 7 secondes pour cette discipline.

## Palmarès

### Championnats d'Asie
- 2018 à Kurayoshi,  Japon
  -  Médaille de bronze en combiné
- 2017 à Téhéran,  Iran
  -  Médaille d'or en relais de vitesse
  -  Médaille de bronze en combiné

### Coupe du monde
- 2e place au classement général de vitesse en 2018.
- 3e place au classement général de vitesse en 2019.